# Imbribryum australe
Imbribryum australe là một loài rêu trong họ Bryaceae. Loài này được J.R. Spence & H.P. Ramsay mô tả khoa học năm 2013.